# Elumoides
Elumoides är ett släkte av kräftdjur. Elumoides ingår i familjen Eubelidae.
Kladogram enligt Catalogue of Life:
| Elumoides | \| \| Elumoides atlanticus \| \| \| \| \| \| Elumoides coecus \| \| \| \| \| \| Elumoides monocellatus \| \| \| \| |
|           | \| \| Elumoides atlanticus \| \| \| \| \| \| Elumoides coecus \| \| \| \| \| \| Elumoides monocellatus \| \| \| \| |
|           | Elumoides atlanticus                                                                                               |
|           | |
|           | Elumoides coecus                                                                                                   |
|           | |
|           | Elumoides monocellatus                                                                                             |
|           | |